# بروميد التيتانيوم الرباعي
بروميد التيتانيوم الرباعي (أو رباعي بروميد التيتانيوم) هو مركب كيميائي صيغته TiBr4، ويوجد في الشروط القياسية على شكل بلورات بنية.

## التحضير
يحضر المركب من تفاعل كلوريد التيتانيوم الرباعي مع بروميد الهيدروجين:
{\displaystyle \mathrm {TiCl_{4}+4\ HBr\longrightarrow TiBr_{4}+4\ HCl} }
كما يمكن أن يتم التحضير من وفق أحد التفاعلات التالية:
{\displaystyle \mathrm {Ti+2\ Br_{2}\longrightarrow TiBr_{4}} }
{\displaystyle \mathrm {TiO_{2}+2\ C+2\ Br_{2}\longrightarrow TiBr_{4}+2\ CO} }
{\displaystyle \mathrm {3\ TiCl_{4}+4\ BBr_{3}\longrightarrow 3\ TiBr_{4}+4\ BCl_{3}} }
يمكن الحصول على رباعي بروميد التيتانيوم مرتفع النقاوة من تفاعل فلز التيتانيوم مع بروميد الرصاص الثنائي:
{\displaystyle \mathrm {2\ PbBr_{2}+Ti\longrightarrow 2\ Pb+TiBr_{4}} }

## الخواص
يوجد المركب في الشروط القياسية على شكل صلب بلوري بني اللون، وهو يتفاعل مع الماء وفق تفاعل حلمهة. يتبنى المركب بنية جزيئية رباعية السطوح.
يستطيع رباعي بروميد لتيتانيوم أن يشكل عدداً من نواتج الإضافة.

## الاستخدامات
من إحدى الاستخدامات الشائعة لمركب رباعي بروميد التيتانيوم دخوله على شكل حمض لويس في تفاعلات الاصطناع العضوي.